# Nậm Lúc (Bắc Hà)
Nậm Lúc là phụ lưu của Sông Chảy, chảy ở huyện Bắc Hà tỉnh Lào Cai, Việt Nam.
Nậm Lúc dài 11 km, diện tích lưu vực 37 km², mã sông là "02 02 65 39 11".
Suối bắt nguồn từ vùng núi cao đến 1520 m ở phần đông bắc xã Nậm Lúc, chảy về hướng tây nam. 22°26′49″B 104°22′47″Đ / 22,446922°B 104,379824°Đ
Đến bản Nàng Cảng thì Nậm Lúc đổ vào Sông Chảy. 22°23′22″B 104°19′57″Đ / 22,389535°B 104,332445°Đ
Trên dòng Nậm Lúc đã xây dựng Thủy điện Nậm Lúc tại vùng đất xã Nậm Lúc và Cốc Lầu. Thủy điện Nậm Lúc có công suất lắp máy 24 MW với 2 tổ máy, khởi công tháng 01/2018, dự kiến hoàn thành năm 2020.

## Chỉ dẫn
1. ↑  Trong tiếng Thái - Tày "Nậm" có nghĩa là nước, sông, suối.